# Ein Rucksack voller Lügen
Ein Rucksack voller Lügen ist ein österreichischer Spielfilm von Wolfram Paulus aus dem Jahr 1995.

## Handlung
Genau an dem Tag, an dem ihre Lieblingsmannschaft ein wichtiges Fußballspiel bestreitet, das die Schüler keinesfalls versäumen möchten, sind Kathi, Hannes und Joschi auf einem Schulausflug in Salzburg. Daher fassen sie den Plan, auszureißen. Doch zuvor schaffen sie es, ihren Lehrer Schwaiger fast in den Wahnsinn zu treiben. Danach machen die drei Freunde Bekanntschaft mit einem echten Diamantendieb und übernachten in einer Brauerei.

## Hintergrund
Die Idee zu „Ein Rucksack voller Lügen“ entstand bereits 1994 im Rahmen der LeogangerKinderKultur-Werkstatt. Etwa 150 Mädchen und Burschen haben bei diesem Filmprojekt als junge Autoren, Darsteller, Musiker, Beleuchtungs- oder Tonassistenten selbst vor und hinter der Kamera mitgewirkt. Das Original, im österreichischen (Salzburger) Dialekt gesprochen, ist voller Abenteuer, Witz und Schwindelgeschichten. Dabei wirkten auch bekannte Größen aus Sport und Musik wie Otto Konrad, Heimo Pfeifenberger und Hubert von Goisern mit.

## Rezeption
Der Film wurde am 28. Juni 1996 von der „Gemeinsame Filmprädikatisierungskommission österreichischer Bundesländer“ (GFPK) mit dem Prädikat „Sehenswert“ versehen.